# Надя Афеян
Надя Иванова Афеян (Надежда Иванова Афеян) е българска оперна певица мецосопран, народна артистка (1969). Носителка е на Димитровска награда през 1952 г.

## Биография
От 1947 г. е редовна артистка в Народната опера в София. От 1960 г. се числи и към състава на Щатсопера в Берлин. Там пее до 1972 г. През дългата си кариера Надя Афеян гастролира многократно в Норвегия, Швеция, Дания, Гърция, Китай, Полша и Чехословакия. Афеян печели възторга на публиката с изпълненията на немски на целия драматичен мецосопранов репертоар. Тя е носител на наградата на Съюза на българските композитори за най-добро изпълнение на български песни през 1954 г. и на орден „Кирил и Методий“ първа степен, през 1959 г.
Надя Афеян умира на 83-годишна възраст в Австралия след тежко боледуване.

## Роли
- Америс – „Аида“ – Джузепе Верди
- Еболи – „Дон Карлос“ – Джузепе Верди
- Азучена – „Трубадур“ – Джузепе Верди
- Кармен – „Кармен“ – Жорж Бизе
- Мария – „Ивайло“ – Марин Големинов
- Марфа – „Хованщина“ – Модест Мусоргски
- Ефросина – „Момчил“ – Любомир Пипков